# 越南共和國第2步兵師
第2師是隸屬於越南共和國陸軍（南越陸軍）第1軍的一支師級步兵戰鬥單位，任務轄區是南越中部最北端地區。
該師的總部位於朱萊，廣信省三岐市南面。